# Tom Soehn
Tom Soehn (Chicago, 15 april 1966) is een voormalig voetballer uit de Verenigde Staten, die als verdediger speelde voor onder meer Dallas Burn en Chicago Fire. Hij beëindigde zijn actieve loopbaan in 2000 en stapte vervolgens het trainersvak in.